# Новоуспенка (Кожевниковский район)
Но́воуспе́нка — деревня в Кожевниковском районе Томской области. Входит в состав Песочнодубровского сельского поселения.

## География
Деревня расположена западнее центральной части Кожевниковского района, в 10 км от границы с Новосибирской областью, на берегу реки Бакса. Расстояние до административного центра района — 45 км. Примерно в 0,5 км к востоку находится д. Терсалгай.

## История
Основана в 1898 г. В 1926 году деревня Ново-Успенка состояла из 105 хозяйств, основное население — русские. В составе Терсалгайского сельсовета Богородского района Томского округа Сибирского края.

## Население
| 1926 | 2002 | 2010 | 2012 | 2013 | 2014 | 2015 |
| ---- | ---- | ---- | ---- | ---- | ---- | ---- |
| 588  | ↘230 | ↘185 | ↘179 | ↗180 | ↗191 | ↘189 |
| 2021 |      |      |      |      |      |      |
| ↘177 |      |      |      |      |      |      |

## Социальная сфера и экономика
Ближайшие образовательные и культурные учреждения — основная общеобразовательная школа, Дом культуры, библиотека и фельдшерско-акушерский пункт расположены в соседней деревне Терсалгай.
Основу экономики деревни составляет сельское хозяйство.